# Рошель (Іллінойс)
Рошель (англ. Rochelle) — місто (англ. city) в США, в окрузі Оґл штату Іллінойс. Населення — 9446 осіб (2020).

## Географія
Рошель розташований за координатами 41°55′13″ пн. ш. 89°3′50″ зх. д. / 41.92028° пн. ш. 89.06389° зх. д. (41.920318, -89.063820). За даними Бюро перепису населення США в 2010 році місто мало площу 33,46 км², з яких 33,41 км² — суходіл та 0,05 км² — водойми.

## Демографія
Згідно з переписом 2010 року, у місті мешкали 9574 особи в 3834 домогосподарствах у складі 2398 родин. Густота населення становила 286 осіб/км². Було 4143 помешкання (124/км²).
Расовий склад населення:
| - 85,0 % — білих - 2,3 % — чорних або афроамериканців - 0,8 % — азіатів - 0,3 % — корінних американців - 0,1 % — вихідців з тихоокеанських островів - 9,6 % — осіб інших рас |

До двох чи більше рас належало 2,1 %. Частка іспаномовних становила 23,5 % від усіх жителів.
За віковим діапазоном населення розподілялося таким чином: 26,2 % — особи молодші 18 років, 59,3 % — особи у віці 18—64 років, 14,5 % — особи у віці 65 років та старші. Медіана віку мешканця становила 36,0 року. На 100 осіб жіночої статі у місті припадало 95,7 чоловіків; на 100 жінок у віці від 18 років та старших — 92,4 чоловіків також старших 18 років.
Середній дохід на одне домашнє господарство становив 53 773 долари США (медіана — 42 819), а середній дохід на одну сім'ю — 61 770 доларів (медіана — 55 112). Медіана доходів становила 42 855 доларів для чоловіків та 30 881 долар для жінок. За межею бідності перебувало 10,2 % осіб, у тому числі 9,8 % дітей у віці до 18 років та 11,0 % осіб у віці 65 років та старших.
Цивільне працевлаштоване населення становило 4245 осіб. Основні галузі зайнятості: виробництво — 22,4 %, освіта, охорона здоров'я та соціальна допомога — 21,1 %, роздрібна торгівля — 16,4 %.

## Персоналії
- Ллойд Інгрехам (1874—1956) — американський кіноактор і режисер.